# Borstendorf
Borstendorf är en ortsteil i kommunen Grünhainichen i Landkreis Erzgebirgskreis i förbundslandet Sachsen i Tyskland. Borstendorf var en kommun fram till 1 januari 2015 när den uppgick i Grünhainichen. Kommunen Borstendorf hade 1 306 invånare 2014.